# St. George Illawarra Dragons
Els St. George Illawarra Dragons són un club professional de rugbi a 13 australià amb seu a Kogarah (a Sydney) i Wollongong. Representa tant les regions d'Illawarra com de St George de Nova Gal·les del Sud. El club juga a la National Rugby League (NRL) des de la 1999 després que es formés una empresa conjunta entre la St. George Dragons (est. 1921) i els Illawarra Steelers (est. 1982). El club es va formar oficialment com el primer club d'empresa conjunta del joc el 23 de setembre de 1998 i segueix sent l'únic equip interciutat del NRL. L'equip té la seva seu i els seus clubs de lligues tant a Wollongong com a Suburbi de Sydney de Kogarah, i entrena i juga regularment al WIN Stadium a Wollongong, així com al Jubilee Oval a Kogarah. Del 1999 al 2006 el club va ser propietat conjunta dels St. George Dragons en un 50% i els Illawarra Steelers en un 50%. El 2006 WIN Corporation va comprar el 50% de la participació dels Illawarra Steelers al club abans de comprar la resta de les accions dels Illawarra Steelers l'agost de 2018.